# 斯威特沃特溪 (佛羅里達州)
斯威特沃特溪（英語：Sweetwater Creek）是位於美國佛羅里達州希爾斯波羅縣的一個非建制地區。該地的面積和人口皆未知。

## 地理
斯威特沃特溪的座標為27°59′56″N 82°33′32″W / 27.99889°N 82.55889°W，而該地的平均海拔高度為2米（即7英尺）。